# Levatores costarum
 Der er for få eller ingen kildehenvisninger i denne artikel, hvilket er et problem. Du kan hjælpe ved at angive troværdige kilder til de påstande, som fremføres i artiklen.

Levatores costarum, tolv på hver side, er små seneagtige og kødfyldte klumper, der udspringer fra slutningen af tværtappene på den syvende cervikale og øvre elleve thorakale vertebrae.